# 5962 Shikokutenkyo
5962 Shikokutenkyo eller 1990 HK är en asteroid i huvudbältet som upptäcktes den 18 april 1990 av den japanska astronomen Tsutomu Seki vid Geisei-observatoriet. Den är uppkallad efter Shikoku Ten-mon Kyōkai.
Den tillhör asteroidgruppen Eunomia.